# Trichoglottis
Trichoglottis é um género botânico pertencente à família das orquídeas (Orchidaceae).

## Espécies[1]
1. Trichoglottis acutifolia Ridl., J. Fed. Malay States Mus. 10: 118 (1920)
2. Trichoglottis adnata J.J.Sm., Bull. Dép. Agric. Indes Néerl. 15: 23 (1908)
3. Trichoglottis amesiana L.O.Williams, Philipp. J. Sci. 65: 393 (1938)
4. Trichoglottis angusta J.J.Sm., Bull. Jard. Bot. Buitenzorg, III, 10: 78 (1928)
5. Trichoglottis apoensis T.Hashim., Ann. Tsukuba Bot. Gard. 10: 27 (1991)
6. Trichoglottis atropurpurea Rchb.f., Linnaea 41: 30 (1876)
7. Trichoglottis australiensis Dockrill, Orchadian 2: 106 (1967)
8. Trichoglottis bimae Rchb.f., Bonplandia (Hannover) 5: 39 (1857)
9. Trichoglottis bipenicillata J.J.Sm., Icon. Bogor.: t. 125 A (1903)
10. Trichoglottis bipunctata (E.C.Parish & Rchb.f.) Tang & F.T.Wang, Acta Phytotax. Sin. 1: 101 (1951)
11. Trichoglottis brachystachya (Kraenzl.) Garay, Bot. Mus. Leafl. 23: 209 (1972)
12. Trichoglottis calcarata Ridl., J. Linn. Soc., Bot. 31: 292 (1896)
13. Trichoglottis calochila L.O.Williams, Philipp. J. Sci. 65: 395 (1938)
14. Trichoglottis celebica Rolfe, Bull. Misc. Inform. Kew 1899: 130 (1899)
15. Trichoglottis cirrhifera Teijsm. & Binn., Natuurk. Tijdschr. Ned.-Indië 5: 493 (1853)
16. Trichoglottis collenetteae J.J.Wood, C.L.Chan & A.L.Lamb in J.J.Wood & al., Pl. Mt. Kinabalu 2: 327 (1993)
17. Trichoglottis crociaria Seidenf., Opera Bot. 95: 80 (1988)
18. Trichoglottis cuneilabris Carr, Gard. Bull. Straits Settlem. 8: 124 (1935)
19. Trichoglottis geminata (Teijsm. & Binn.) J.J.Sm., Orch. Ambon: 106 (1905)
20. Trichoglottis granulata Ridl., J. Fed. Malay States Mus. 8(4): 110 (1917)
21. Trichoglottis hastatiloba J.J.Wood & A.L.Lamb, Malesian Orchid J. 4: 39 (2009)
22. Trichoglottis javanica J.J.Sm., Bull. Dép. Agric. Indes Néerl. 13: 72 (1907)
23. Trichoglottis jiewhoei J.J.Wood, A.L.Lamb & C.L.Chan, Sandakania 11: 44 (1998)
24. Trichoglottis kinabaluensis Rolfe, J. Linn. Soc., Bot. 42: 157 (1914)
25. Trichoglottis koordersii Rolfe, Bull. Misc. Inform. Kew 1899: 130 (1899)
26. Trichoglottis lanceolaria Blume, Bijdr.: 360 (1825)
27. Trichoglottis lasioglossa (Schltr.) Ormerod, Austral. Orchid Rev. 62: 15 (1997)
28. Trichoglottis latisepala Ames, Philipp. J. Sci., C 4: 675 (1910)
29. Trichoglottis ledermannii Schltr., Bot. Jahrb. Syst. 56: 496 (1921)
30. Trichoglottis littoralis Schltr. in K.M.Schumann & C.A.G.Lauterbach, Fl. Schutzgeb. Südsee, Nachtr.: 230 (1905)
31. Trichoglottis lobifera J.J.Sm., Bull. Jard. Bot. Buitenzorg, III, 11: 155 (1931)
32. Trichoglottis lorata (Rolfe ex Downie) Schuit., Orchideen J. 14: 62 (2007)
33. Trichoglottis lowderiana Choltco, Malesian Orchid J. 4: 29 (2009)
34. Trichoglottis luwuensis P.O'Byrne & J.J.Verm., Malesian Orchid J. 1: 14 (2008)
35. Trichoglottis maculata (J.J.Sm.) J.J.Sm., Bull. Jard. Bot. Buitenzorg, II, 26: 106 (1918)
36. Trichoglottis magnicallosa Ames & C.Schweinf. in O.Ames, Orchidaceae 6: 221 (1920)
37. Trichoglottis mindanaensis Ames, Philipp. J. Sci., C 8: 439 (1913 publ. 1914)
38. Trichoglottis odoratissima Garay, Bot. Mus. Leafl. 23: 209 (1972)
39. Trichoglottis orchidea (J.Koenig) Garay, Bot. Mus. Leafl. 23: 209 (1972)
40. Trichoglottis paniculata J.J.Sm., Bull. Dép. Agric. Indes Néerl. 5: 29 (1907)
41. Trichoglottis pantherina J.J.Sm., Icon. Bogor. 2: 123, t. 124B (1903)
42. Trichoglottis papuana Schltr., Repert. Spec. Nov. Regni Veg. Beih. 1: 993 (1913)
43. Trichoglottis pauciflora J.J.Sm., Natuurw. Tijdschr. Ned.-Indië 72: 996 (1912)
44. Trichoglottis persicina P.O'Byrne, Malesian Orchid J. 4: 33 (2009)
45. Trichoglottis philippinensis Lindl., Ann. Mag. Nat. Hist. 15: 386 (1845)
46. Trichoglottis punctata Ridl., J. Straits Branch Roy. Asiat. Soc. 49: 37 (1908)
47. Trichoglottis pusilla (Teijsm. & Binn.) Rchb.f., Bonplandia (Hannover) 4: 325 (1856)
48. Trichoglottis retusa Blume, Bijdr.: 360 (1825)
49. Trichoglottis rigida Blume, Bijdr.: 361 (1825)
50. Trichoglottis rosea (Lindl.) Ames in E.D.Merrill, Enum. Philipp. Fl. Pl. 1: 440 (1925)
51. Trichoglottis scandens J.J.Sm., Icon. Bogor.: t. 224 (1906)
52. Trichoglottis scaphigera Ridl., J. Linn. Soc., Bot. 32: 357 (1896)
53. Trichoglottis seidenfadenii Aver., Bot. Zhurn. (Moscow & Leningrad) 73: 429 (1988)
54. Trichoglottis simplex J.J.Sm., Bull. Jard. Bot. Buitenzorg, III, 10: 77 (1928)
55. Trichoglottis sitihasmahae J.J.Wood & A.L.Lamb, Malesian Orchid J. 1: 99 (2008)
56. Trichoglottis smithii Carr, Gard. Bull. Straits Settlem. 8: 125 (1935)
57. Trichoglottis solerederi Kraenzl., Repert. Spec. Nov. Regni Veg. 8: 98 (1910)
58. Trichoglottis sororia Schltr., Repert. Spec. Nov. Regni Veg. Beih. 1: 993 (1913)
59. Trichoglottis subviolacea (Llanos) Merr., Sp. Blancoan.: 116 (1918)
60. Trichoglottis tenera (Lindl.) Rchb.f., Gard. Chron. 1872: 699 (1872)
61. Trichoglottis tenuis Ames & C.Schweinf. in O.Ames, Orchidaceae 6: 223 (1920)
62. Trichoglottis tinekeae Schuit., Blumea 43: 492 (1998)
63. Trichoglottis tricostata J.J.Sm., Bull. Dép. Agric. Indes Néerl. 13: 75 (1907)
64. Trichoglottis triflora (Guillaumin) Garay & Seidenf., Bot. Mus. Leafl. 23: 209 (1972)
65. Trichoglottis uexkuelliana J.J.Sm., Icon. Bogor.: t. 223 (1906)
66. Trichoglottis valida Ridl., J. Straits Branch Roy. Asiat. Soc. 44: 192 (1905)
67. Trichoglottis vandiflora J.J.Sm., Bull. Dép. Agric. Indes Néerl. 22: 49 (1909)
68. Trichoglottis winkleri J.J.Sm., Bot. Jahrb. Syst. 48: 105 (1912)
69. Trichoglottis zollingeriana (Kraenzl.) J.J.Sm., Icon. Bogor.: t. 223 (1906)